# Lhasa Apso
Lhasa Apso (tiếng Tây Tạng:ˈlɑːsə ˈæpsoʊ/ LAH-sə AP-soh) là loài chó cảnh cổ xưa có nguồn gốc xuất xứ từ Tây Tạng. Có người cho rằng "apso" là từ "lông" trong tiếng Tây Tây, nên tên của giống chó này nghĩa là chó Lhasa lông dài, nhưng lại có ý kiến cho rằng "apso" bắt nguồn từ chữ "rapso" trong tiếng Tây Tạng, nghĩa là "giống dê", nên tên của chúng có thể hiểu là chó có bộ lông dê. Chúng có bộ lông dài, rủ xuống, màu khói trắng, nâu. Chiều cao chúng là 25 cm với trọng lượng từ 5,9-6,8 kg. Chúng có ích, bầu bạn với người và có bản tính hữu dụng, thông minh, sống lâu, đôi lúc có những con Lhasa sống rất thọ từ 13 - 15 năm.

## Tổng quan
Lhasa Apso thường được đức Dalai Lama, người trị vì Tây Tạng dùng làm vật triều cống cho triều đình Trung Hoa, Theo truyền thống, những con chó này được ngủ trong nhà, bên ngoài có những con chó Tây Tạng vóc lớn, tai cụp canh giữ. Vào những năm đầu của thế kỷ 20, lần đầu tiên, chó Lhasa Apso đặt chân đến phương tây. Ban đầu, có sự lầm lẫn giữa giống chó này với giống chó săn Tây Tạng lớn hơn.
Tuy nhiên, đến những năm 1930, chó Lhasa đã chính thức xác định được địa vị của mình, và từ đó, chúng trở thành giống chó được ưa chuộng nhất trong bốn giống chó Tây Tạng. Lhasa Apso là loại chó gây nhiều chú ý, chúng rất dễ thương. Bộ lông dài, rủ xuống của chúng, cần được chải gỡ cẩn thận hàng ngày, nếu không chúng có thể rối nùi lại. Trong trường hợp lông quá rối, cần phải xịt thuốc tê lên da chó trước khi gỡ rối cho nó khỏi bị đau. Chúng dùng làm bầu bạn với loài người.